# ماغي ديفيز
ماغي ديفيز (بالإنجليزية: Maggie Davies)‏ هي متزلجة تزلج صدري بريطانية، ولدت في 2 أكتوبر 1984 في ليفربول في المملكة المتحدة.

## وصلات خارجية
- ماغي ديفيز على موقع IBSF (الإنجليزية)